# 三川站 (北海道)
三川站（日语：／ Mikawa eki */?）是位於北海道夕張郡由仁町西三川，北海道旅客鐵道（JR北海道）的室蘭本線車站。
稀府站至此站之間為雙線。在此站至岩見澤站之間，除了由仁站至栗山站區間外均為單線。

## 歷史

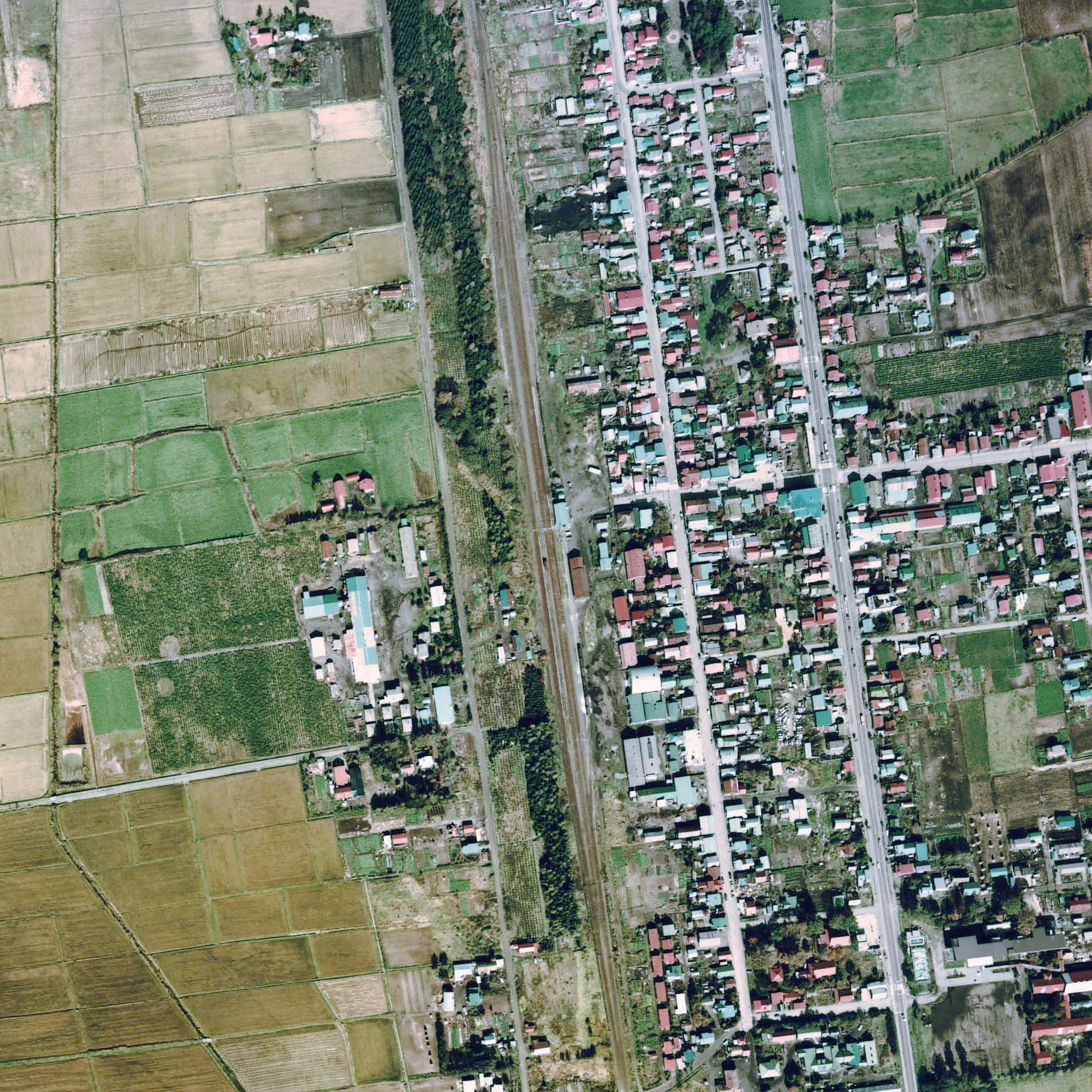
1976年三川站周邊1公里範團。

- 1897年（明治30年）2月16日：北海道炭礦鐵道追分站至由仁站之間新設此站[2]。當時為一般車站[1]。
- 1906年（明治39年）10月1日：北海道炭礦鐵道的鐵路線被國有化（日语：鉄道国有法），成為官設鐵道車站[1]。
- 1909年（明治42年）10月12日：制定路線名稱室蘭本線。
- 1972年（昭和47年）7月1日：結束貨物起卸業務[1]。
- 1980年（昭和55年）5月15日：結束行李起卸業務[1]。同時成為無人車站[3]（簡易委託化）。
- 1982年（昭和57年）4月1日：車站大樓翻新[4][5]。
- 1987年（昭和62年）4月1日：伴隨國鐵分割民營化，車站由北海道旅客鐵道（JR北海道）營運[1]。
- 日期不詳[注 1]：結束簡易委託，完全成為無人車站。

### 站名的由來
車站所在地的地名是來自1891年（明治24年），愛知縣（舊三河國）出身的加藤平五郎率領20戶人家至此地進行開拓，因此附有故鄉的意味。
當中不使用「三河」而使用「三川」的理由是不要把故鄉的國家污名化。

## 車站構造
車站是一座地面車站，設有2面2線的月台（1面1線的單式月台與1面1線的島式月台（一邊月台已停用））。此站是位於單線與雙線的邊界，此站可進行列車交會。兩月台之間設有跨線橋連接。跨線橋是L字形設計。東邊路軌，鄰接車站大樓的月台是上行1號月台，對面島式月台為下行2號月台（舊3號月台）。截至1993年（平成5年度）3月，1號月台靠近長萬部一方，於車站大樓南邊設有缺角式月台，該處為貨物月台，另外也設有1條貨物側線。而2號月台靠近岩見澤一方設有連接長萬部方向的側線。在2號月台側設有安全側線。曾經此站設有2面3線的月台（截至1983年（昭和58年）4月當時的配線）。當中已撒走的路軌為上下行共用的中線（舊2號月台）（現時的2號月台為舊3號月台）。
此站是由追分站管理的無人車站。車站大樓位於站內東邊（岩見澤方向的右手邊），鄰接單式月台中央部分。車站大樓在有人車站時期經過翻新，此站的車站大樓設計與安平站、古山站和栗丘站屬同款。但是車站大樓的博風板配色相異，此站使用了藍色。車站大樓內設有候車室、管理事務室和廁所。

### 月台
| 月台 | 路線      | 上下行 | 方向             |
| ---- | --------- | ------ | ---------------- |
| 1    | ■室蘭本線 | 上行   | 苫小牧、糸井方向 |
| 2    | ■室蘭本線 | 下行   | 岩見澤方向       |

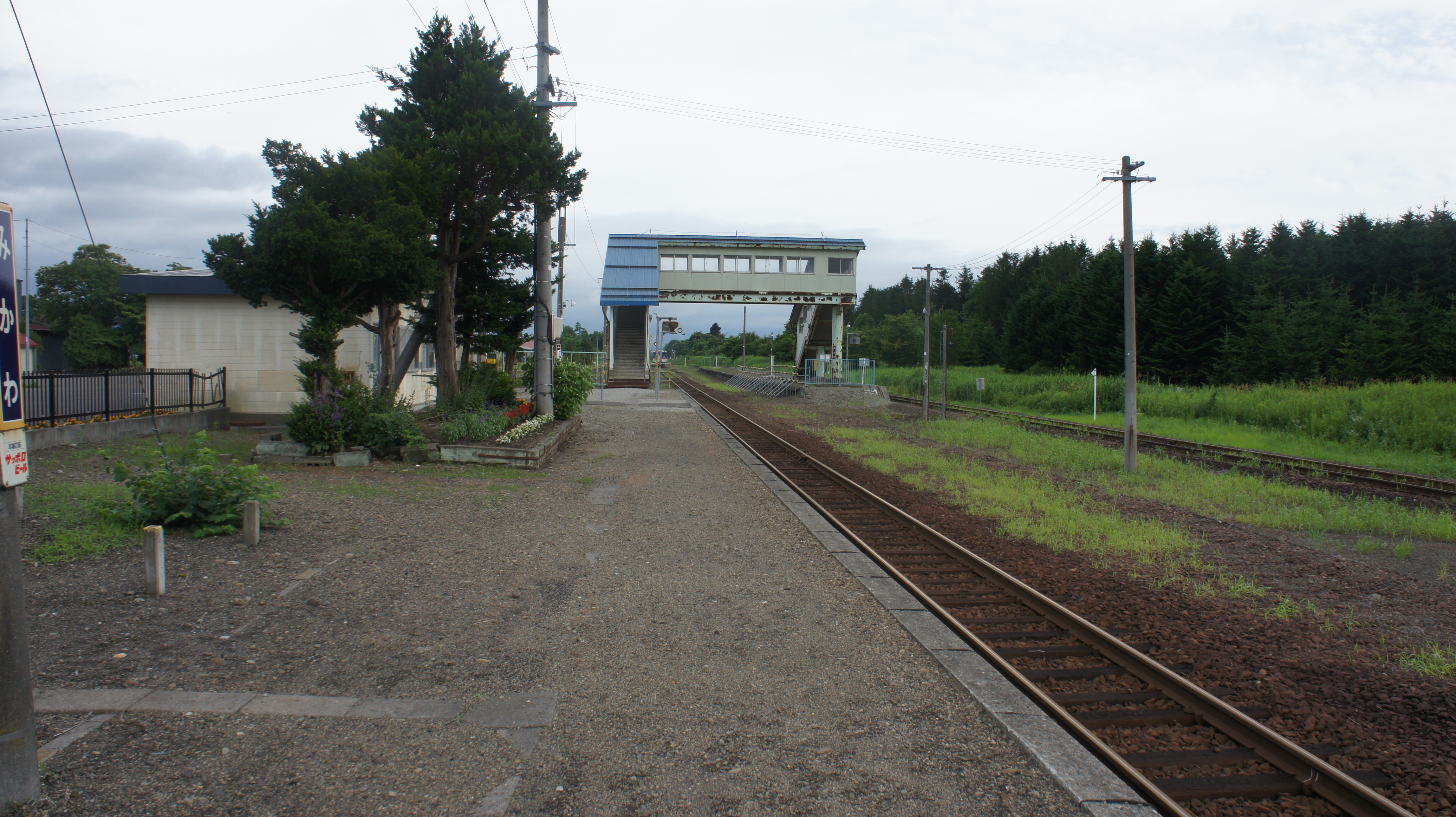
月台（2017年7月）
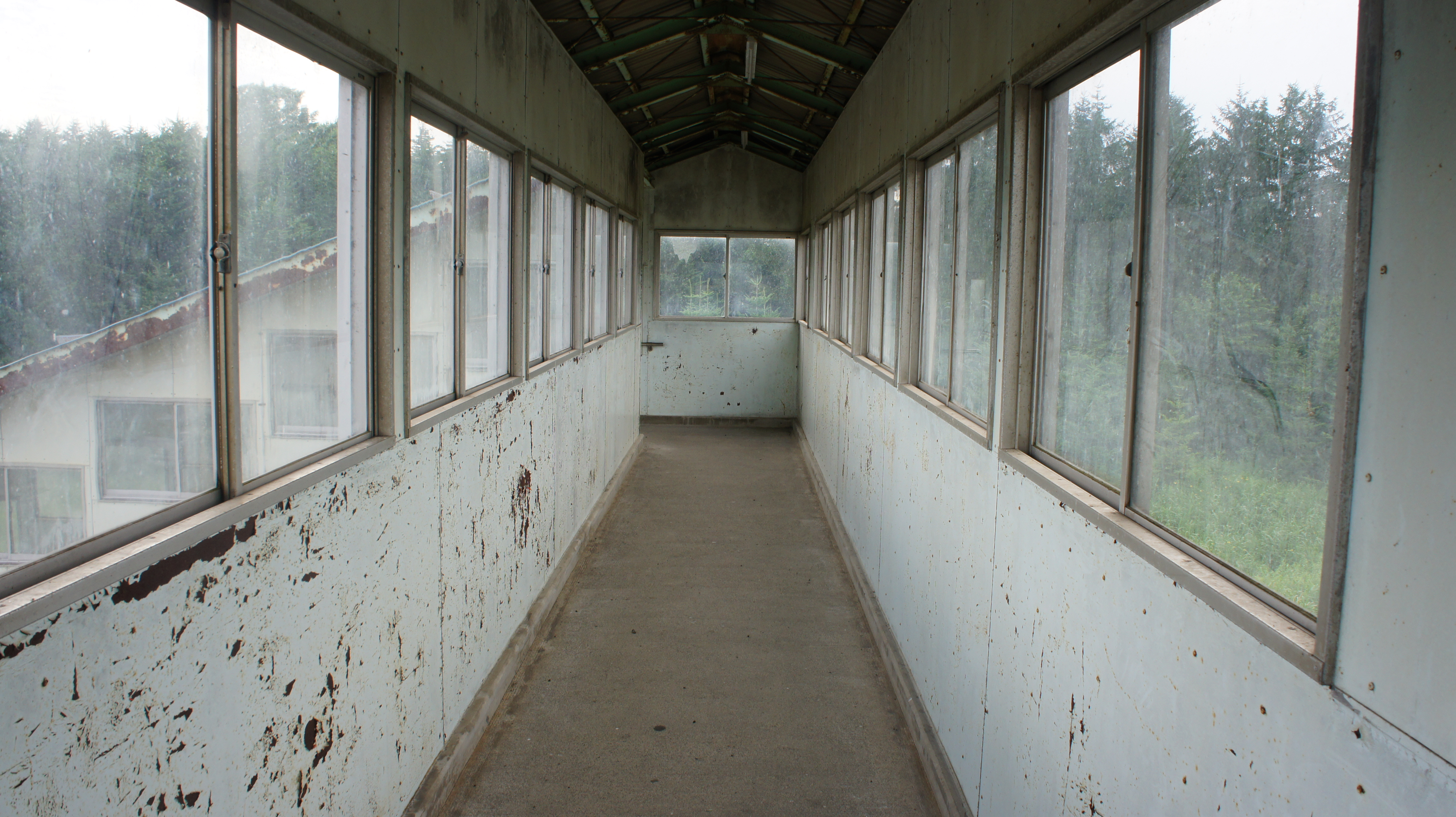
跨線橋（2017年7月）
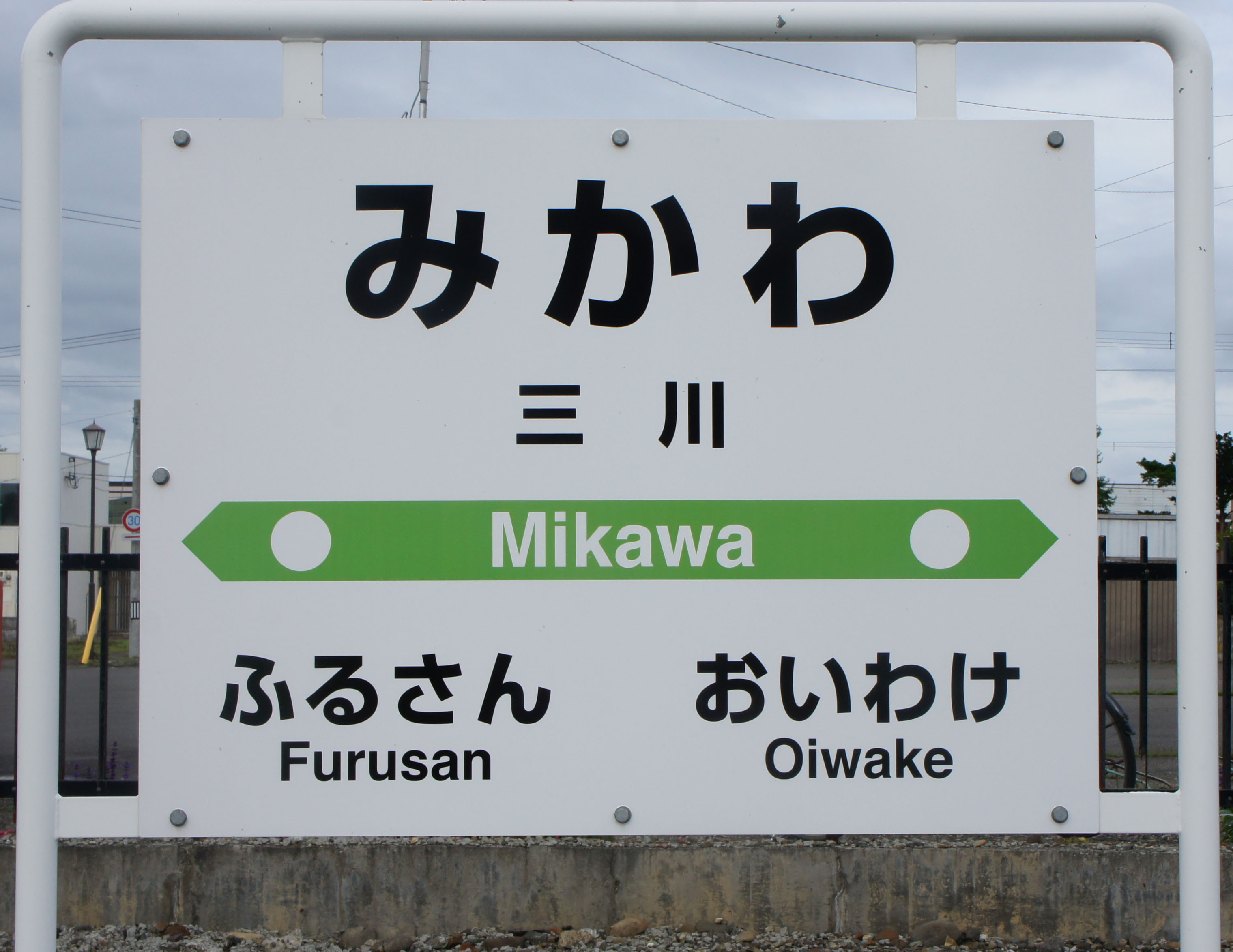
站名牌（2017年7月）

## 使用狀況
- 在1981年度（昭和56年度）的1日上下車人次為155人[9]。
- 在1992年度（平成4年度）的1日上下車人次為190人[8]。
- 在2012 - 2016年（平成24 - 28年）的乘車人次（指定平日調査）為平均43.4人[13]。
- 在2013 - 2017年（平成25 - 29年）的乘車人次（指定平日調査）為平均42.6人[14]。
- 在2014 - 2018年（平成26 - 30年）的乘車人次（指定平日調査）為平均38.4人[15]。
- 在2015 - 2019年（平成27 - 令和元年）的乘車人次（指定平日調査）為平均36.6人[16]。

以下為1日平均上下車人次列表：
| 上下車人次變化 | 上下車人次變化 |
| 年度           | 1日平均人次    |
| -------------- | -------------- |
| 2011           | 76             |
| 2012           | 70             |
| 2013           | 80             |
| 2014           | 78             |

## 車站周邊
車站周邊為田園地帶，車站位於村落之中心。站前廣場設有使用磚與凝灰岩製成的倉庫。
- 北海道道870號幌內三川停車場線（日语：北海道道870号幌内三川停車場線）
- 國道274號、國道234號
- 由仁町公所三川分所
- 栗山警署（日语：栗山警察署）三川駐在所
- 三川郵局
- 空知南農業協同組合（日语：そらち南農業協同組合）（JA空知南）三川出張所
- 由仁川
- 北海道中央巴士（日语：北海道中央バス）（岩見澤營業所（日语：北海道中央バス岩見沢営業所））「三川站通」巴士站[19]

## 相鄰車站
北海道旅客鐵道（JR北海道）
室蘭本線
追分（K15）－三川－古山

## 注腳